# Óbánya
Óbánya é um município da Hungria, situado no condado de Baranya. Tem 7,49 km² de área e sua população em 2019 foi estimada em 101 habitantes.